# District d'Ashoro

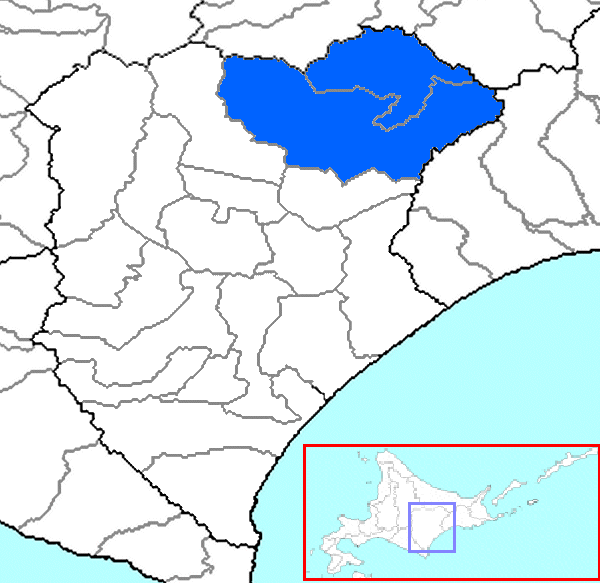
Emplacement du district d'Ashoro dans la sous-préfecture de Tokachi.

Le district d'Ashoro (足寄郡, Ashoro-gun) est un district de la sous-préfecture de Tokachi, sur l'île de Hokkaidō au Japon.

## Géographie
Au 30 septembre 2015, la population du district est estimée à 9 821 habitants pour une superficie totale de 2 016,94 km2, soit une densité de 4,9 personnes/km2.

## Bourgs
- Ashoro
- Rikubetsu